# Days of Nothing
Albums de Chokebore
It Could Ruin Your Day
(1997) Black Black
(1998)
Days of Nothing est le deuxième extended play de Chokebore. Il a été enregistré, pour certains morceaux, au Blackbox Studio, en France, comme pour l'album A Taste for Bitters, et, pour d'autres morceaux, au studio Motiv à Los Angeles. Il fait partie avec It Could Ruin Your Day des deux extended plays sortis pour la promo de l'album A Taste for Bitters. Cet extended play est sorti en 1997 chez Amphetamine Reptile Records aux États-Unis (format CD : catalogue Scale 2254) et en Europe (format CD : catalogue ARRC 79/022).

## Titres
1. Days of Nothing (3:21)
2. The Alaskas (2:48)
3. Days of Nothing (Full Band Winter Version) (3:29)

## Commentaires
Le premier titre est la version de Days of Nothing telle qu'on peut la trouver sur l'album A Taste for Bitters, sorti un an plus tôt.
Le troisième titre est une autre version de cette chanson, présente sur cet extended play ainsi que sur le double 45 tours "Chokebore", sorti en 1999.
Le deuxième titre, The Alaskas, est une pré-version de la chanson Alaska (qui aura donc perdu le The et le s final) qui sera sur l'album qui sortira un an plus tard, Black Black.
Le line-up du groupe pour cet extended play est le suivant : James Kroll (crédité en tant que a frank g) à la basse, Troy Von Balthazar (crédité en tant que troy bruno balthazar) à la guitare et au chant, Jonathan Kroll à la guitare, Mike Featherson (crédité en tant que [miik]) à la batterie pour les deuxième et troisième plages, Christian Omar Madrigal Izzo à la batterie pour la première plage.